# مجموعه فرهنگی هنری تهران
مجموعه فرهنگی هنری تهران یا سینما ایران مجموعه‌ای خصوصی است که با وسعتی بیش از ۵۷۰۰ متر مربع در مرکز تهران واقع شده‌است. این مرکز در سال ۱۳۴۵ تأسیس شده و شامل چهار سالن سینما (سالن‌های سبز، آبی، قرمز و بنفش)، یک سالن تئاتر و امکانات مختلف فرهنگی -هنری است. این مجموعه در خیابان شریعتی، روبروی خیابان بهار شیراز واقع شده‌است.